# Franz von Werra
 (mai 2023).
Si vous disposez d'ouvrages ou d'articles de référence ou si vous connaissez des sites web de qualité traitant du thème abordé ici, merci de compléter l'article en donnant les références utiles à sa vérifiabilité et en les liant à la section « Notes et références ».
Franz Xaver von Werra (13 juillet 1914 - 25 octobre 1941) était un pilote de chasse allemand de la Seconde Guerre mondiale rendu célèbre par ses évasions. Il est habituellement présenté comme le seul prisonnier de guerre allemand à avoir réussi à rejoindre le Reich même si, en réalité, plusieurs autres cas moins célèbres ont également été répertoriés. Il a été décoré de la Croix de chevalier de la croix de fer, de la croix de fer seconde et première classe ainsi que de la médaille de quatre années d'ancienneté dans la Luftwaffe.

## Biographie
Né le 13 juillet 1914 à Loèche, Franz Xaver von Werra était le septième des huit enfants et le quatrième fils du baron Leo II von Werra (1864-1945) et de sa femme Henriette (1885-1970), née von Wolff. La famille de/von Werra, dont il est fait mention dès 1247, appartenait à la vieille noblesse du Valais et avait donné au pays nombre de notables, d'ecclésiastiques et de soldats. Sa baronnie remonte à Ferdinand von Werra (1770-1824), le titre lui ayant été décerné en 1806 par François Ier d'Autriche. Comme Leo II von Werra, le père de Franz, ne descend toutefois que de la fille de Ferdinand von Werra, Rosalie von Werra (1799-1852), la légitimité de son titre de baron est parfois contestée du point de vue d'une interprétation réductrice du droit du Saint-Empire germanique.
Quoi qu'il en soit, la famille von Werra, se retrouvant ruinée en 1915, dut se résoudre à proposer à l'adoption ses deux plus jeunes enfants : Franz Xaver, alors âgé de 15 mois, et Emma Charlotte (1911-1992), âgée elle d'à peine quatre ans. Les deux cadets furent adoptés par un couple aisé et resté sans enfant du sud de l'Allemagne, le commandant à la retraite Oswald Carl (?-1933) et sa femme Louisa von Haber (?-1948), une baronne juive allemande convertie dans sa jeunesse au catholicisme et issue d'une riche famille de banquiers. Toute leur vie, cette communauté de destin devait rendre le frère et la sœur très proches l'un de l'autre.
Franz a seize ans lorsque les deux jeunes gens apprennent par hasard, au détour d'une conversation qui ne leur est pas destinée, qu'ils ont été adoptés. En 1932, leur mère adoptive apprend de plus que son mari a dilapidé la fortune familiale et semble bien avoir abusé d'Emma. Cela conduira le couple à divorcer. Adolescent turbulent, Franz s'enfuit à l'âge de dix-huit ans pour Hambourg. S'embarquant comme passager clandestin à bord du cargo Niederwald, il gagne La Nouvelle-Orléans. Le voyage durant quatre mois, il y est accueilli par son père adoptif qui sait le convaincre de rentrer. Après son retour en Allemagne, en décembre 1932, Franz délaisse son nom de Franz Xaver Carl-von Haber pour reprendre son vrai patronyme : Franz Xaver von Werra.
Engagé dans la Luftwaffe en 1936, il est nommé aspirant le 1er août 1937 et passe par l'école de guerre de Potsdam. Élève-pilote, il y démontre déjà une certaine excentricité en effectuant diverses manœuvres peu orthodoxes, dont des passages à grande vitesse sous des ponts. Il obtient ses ailes de pilote et est promu sous-lieutenant le 1er septembre 1938. À cette occasion il fait un cadeau somptueux à sa sœur Emma, qui l'avait soutenu financièrement pendant ses années d'apprentissage, en lui offrant un cabriolet de marque Adler. En 1938 également, il prend part avec sa première unité opérationnelle (I/JG1) au grand défilé aérien qui a lieu au-dessus de Vienne à l'occasion de l'annexion de l'Autriche par l'Allemagne nazie.
Le 8 mars 1939, Franz von Werra est victime d'une panne de moteur au décollage et son Messerschmitt Bf 109 s'écrase de façon spectaculaire. Par miracle, il n'est que légèrement blessé et se rétablit rapidement après un bref séjour à l'hôpital. Emma veut croire qu'ayant ainsi payé son tribut aux dieux, ceux-ci ne manqueront plus de le protéger : « Jetzt hast Du den Göttern Deinen Tribut geopfert und wirst nie mehr abstürzen. »
À partir du 1er septembre 1939, il prend part à la campagne de Pologne où il sert comme pilote de chasse. Son unité revient toutefois en Allemagne  dès la fin septembre et il est muté au II/JG3, équipé de la nouvelle version E-4 du Messerschmitt Bf 109. C'est donc avec cette unité qu'il prend part à la bataille de France où il est crédité de quatre victoires aériennes : un Hurricane le 20 mai ainsi que deux Breguet 693 et un Potez 63 le 22 mai. Il est décoré de la Croix de fer de deuxième classe en mai, de la Croix de fer de première classe le 9 juin et commence à avoir les honneurs du communiqué.
Il est promu lieutenant le 1er août 1940, au début de la bataille d'Angleterre. C'est à cette époque que la propagande, mettant son non-conformisme en avant, en fait une des « vedettes » de la Luftwaffe. Il pose ainsi pour la presse avec son lionceau domestique Simba, devenu la mascotte de l'unité. Le 25 août 1940, il revendique la destruction de neuf appareils ennemis lors d'un raid contre un aérodrome de la Royal Air Force mais ne se voit reconnaître que les quatre détruits dans les airs : un Spitfire et trois Hurricane — les cinq appareils détruits au sol et non homologués ce jour-là sont toutefois mentionnés dans la nécrologie officielle du pilote parue le 22 novembre 1941 dans le Völkischer Beobachter.

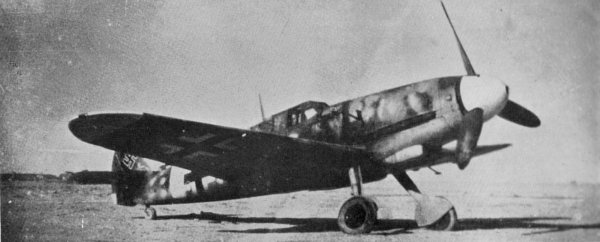
Messerschmitt Bf 109. Loberleutnant von Werra fut abattu et capturé alors qu'il pilotait un avion de ce type en 1940.

Sa participation à la bataille d'Angleterre est brève. Le 5 septembre, le lieutenant von Werra est contraint de se poser en catastrophe dans un champ après que son avion (le Messerschmitt Bf 109 E-4 W.Nr. 1480) a été touché en combat aérien lors d'une mission au-dessus du Kent. Immédiatement fait prisonnier de guerre, il est interrogé durant deux semaines par les services de renseignement britanniques avant d'être interné au Camp no 1, établi à Grizedale Hall dans une région montagneuse du Lancashire. Dès le 7 octobre, il met à profit la promenade extérieure quotidienne des détenus pour effectuer une première tentative d'évasion, grâce à une diversion organisée durant une halte. Traqué par les battues menées par la Home Guard et la population, il est repris le 12 octobre alors qu'il se dissimulait dans une tourbière.
Après avoir été sanctionné par une peine de 21 jours en cellule d'isolement, il est transféré au camp Hayes, installé à Swanwick dans le Derbyshire. Il s'y joint à un groupe de captifs qui creusent un tunnel et fabriquent des faux papiers. Il est l'un des cinq hommes qui s'enfuient par ce tunnel le 20 décembre en profitant d'une alerte anti-aérienne. Jouant avec audace le rôle d'un pilote hollandais de la RAF, Werra se présente dans une gare et parvient à se faire conduire à l'aérodrome d'Hucknall (en), où il tente de dérober un appareil sous le prétexte d'un vol d'essai. De nouveau arrêté, il est reconduit à Hayes, puis incorporé à un groupe de prisonniers allemands envoyés en captivité au Canada.
Après avoir débarqué à Halifax, les prisonniers sont convoyés en train vers leur camp de destination, situé au nord du lac Supérieur. Le 21 janvier 1941, Werra fausse compagnie au groupe en sautant par la fenêtre de son wagon, peu après une halte à Montréal. Dissimulée par ses camarades, sa fuite n'est découverte par l'escorte que le lendemain. Malgré la neige hivernale, le pilote évadé rejoint ensuite la ville frontalière de Smiths Falls en Ontario. Après être parvenu à traverser le fleuve Saint-Laurent, en grande partie gelé en cette saison, il arrive dans la nuit du 24 en territoire américain à Ogdensburg (État de New York). Les États-Unis étant encore un pays neutre à cette date, il se présente à la police en tant que militaire évadé mais est inculpé d'immigration illégale. Sa situation attire l'attention de la presse, à laquelle il présente une version magnifiée de son odyssée. Tandis que le Canada réclame son extradition, le consul d'Allemagne organise son exfiltration vers le Mexique.
Passant par le Brésil, puis Barcelone et Rome, Franz von Werra rentre le 11 avril 1941 en Allemagne où il est accueilli en héros. Décoré de la Croix de fer par Hitler et promu capitaine par Göring, il est chargé par Goebbels d'écrire un livre relatant ses évasions. Le manuscrit (Meine Flucht aus England, en français Mon évasion d'Angleterre) en est toutefois jugé trop anglophile et ne passe pas la censure. Fort de sa renommée, de son expérience des camps de prisonniers alliés et mû par sa foi chrétienne, il conseille la direction des camps de prisonniers allemands dans le sens d'une égalisation et donc d'un assouplissement des conditions de détention. En ce qui concerne sa vie privée, il se marie le 22 août 1941 à Beuron avec Elfi Traut, originaire d'Innsbruck.
Le 1er juillet 1941, il est nommé chef d'escadrille du I/JG53. Il retourne combattre sur le front de l'Est et devient l'un des as de l'aviation allemande, portant son total à 21 victoires aériennes homologuées.
Retirée du front à l'automne 1941, son unité est rééquipée avec la nouvelle version F-4 du Messerschmitt Bf 109. Stationnée à Katwijk aux Pays-Bas, elle est entre autres chargée de la surveillance aérienne au-dessus de la mer du Nord. C'est au cours d'une de ces patrouilles maritimes, le 25 octobre 1941, et alors qu'il simule un combat aérien avec ses équipiers, que le capitaine von Werra est victime d'une nouvelle panne de moteur. Ses camarades l'entendent jurer à la radio et il leur fait part de son intention d'amerrir d'urgence. Effectivement, ils voient l'avion perdre de l'altitude et se présenter volets baissés pour l'amerrissage. Ils entendent même Franz plaisanter : « Verdammt kalt zum Baden, was? » (« Un peu froid pour une baignade, hein ? ») Ce seront là ses derniers mots. L'avion (le Messerschmitt Bf 109F-4 W.Nr. 7285), posé en mer au nord de Flessingue, passe immédiatement sur le nez et coule rapidement. En vain, les équipiers de Franz décrivent plusieurs cercles au-dessus du lieu du drame. Apparemment, l'appareil a entraîné son pilote avec lui.

### Filmographie
Un film britannique inspiré des aventures du lieutenant von Werra et dirigé par le réalisateur Roy Ward Baker sort en 1957 : L'Évadé du camp 1. L'acteur allemand Hardy Krüger y interprète le rôle de Franz von Werra.
"Von Werra", un documentaire helvéto-allemand de 102 minutes par Werner Schweizer, a également été consacré au pilote allemand en 2002.
"The Battle of Britain - Baron Franz von Werra", un documentaire britannique de 37 minutes, lui a également été consacré par Phillip Day en 2022.